# 我是麵包
《我是麵包》又譯麵包模擬器，是一款由博薩工作室開發與發行的角色扮演模擬電子遊戲，於2015年4月9日發行，可在Microsoft Windows、OS X、iOS、PlayStation 4、Xbox One和Android上運行。該遊戲以Unity引擎開發。

## 遊戲機制
玩家在《我是麵包》中可以使用鍵盤方向鍵或手把的搖桿控制一塊吐司，每個關卡的目標都是將這塊吐司變成烤吐司，如果玩家在讓吐司進入烤麵包機前接觸了別的髒東西，例如地板、螞蟻等，那麼吐司的「可食用性」就會下降。遊戲有七關，以一星期七天為概念而設計。

## 迴響
《我是麵包》的評價普遍為佳，在滿分100分之中，PC版的25位評論者平均給了該遊戲60分，PlayStation 4獲得了51分，iOS 版獲得58分，負評主要針對鏡頭角度和操控上的困難。
《PC Gamer》的編輯喬丹·愛麗卡·韋伯（Jordan Erica Webber）認為這款遊戲顯然是為了YouTuber和影音串流平台而打造，玩這款遊戲時最好要有些觀眾。Kotaku的編輯路克·彭凱特（Luke Plunkett）表示這款遊戲「除了嘲笑吐司走路之外，可能還有更深層的意涵」。

## 外部連結
- 官方网站